# 宇文忻
宇文忻（523年—586年10月16日），表字仲乐，京兆郡人，祖籍昌黎郡大棘县，北周、隋朝官员北周许国公宇文贵的儿子。
宇文忻幼年敏慧，善骑射。曾从齐王宇文宪北征突厥，因功赐爵兴固县公。与韦孝宽一起镇守玉壁，进爵化政郡公。576年，跟随周武帝攻下北齐的晋州、并州。北齐灭亡，进位大将军。又在吕梁击败南陈。进位柱国，任豫州总管。580年，杨坚掌权，以宇文忻为行军总管，在邺城击破尉迟迥，以功封英国公。参决军国大事。隋朝建立，宇文忻出力很多。585年，任右领军大将军，改封杞国公。他通兵法，善于驾驭军马，深得六军推服，为隋文帝猜忌，去职。开皇六年，与梁士彦等同谋起兵谋反，事情败露，于闰八月丙子（586年10月16日）被杀。

## 家庭

### 祖父
- 宇文莫豆干，北魏安平公

### 父亲
- 宇文贵，北周大司马、许国公

### 兄弟姐妹
- 宇文善，隋朝上柱国、太保、许国公
- 宇文恺，隋朝金紫光禄大夫、工部尚书、安平康公

### 子女
- 宇文运，唐朝右领左右将军、上柱国、义清县开国公

## 延伸阅读
[在维基数据编辑]
 《隋書·卷40》，出自魏徵《隋书》